# ジグザグ橋
ジグザグ橋（en:zig-zag bridge）とは、歩行者 用渡り橋をジグザグに組まれている橋で、一般には九曲橋や八つ橋の例が知られ、池を横切る際に必要となる。通常は隣接した板材に対してある角度でそれぞれセットし、それらを短いセグメントで構成させた交流右左折ブリッジ。構造は安定性のために交差部で使用され、沼地や 池泉庭園の横断歩道として、また伝統的で現代的なアジアと西洋の水景デザインとして、導入される 。 
木材で構成されている場合、各セグメントは厚板で形成され、支柱で支えられている。 石で構成されている場合、橋は石の足場に設置された短長各直線のスラブを使用。 
一方で、アスレチック遊具などでジグザグに組まれた橋もまたジグザグ橋と呼ばれている。

## 庭と儀式の橋
ジグザグの橋は水面を形成する中国の庭  日本庭園 のほか禅の石庭枯山水でもよく見られる。それは池の設計の一部として石のスラブまたは厚板で作られていて、素朴な庭園にしばしば目撃される。 
高尚な芸術の意識で現代では噴水などが配備される公共の場などや、公共庭園都市公園や植物園で風景要素としても利用される。 
このような歩行者が注意を集中することになる橋を採用することがマインドフルネスな現在の場所と時間の瞬間- 「今、ここにいる」精神が構築され、禅の思想や教えにおける客観に通じている。
なお、多くの場合手すりがないため、不注意な歩行者が端から水面に落ちてしまう可能性がある。 
道と橋のジグザグは中国風水の原則にも従っている。 

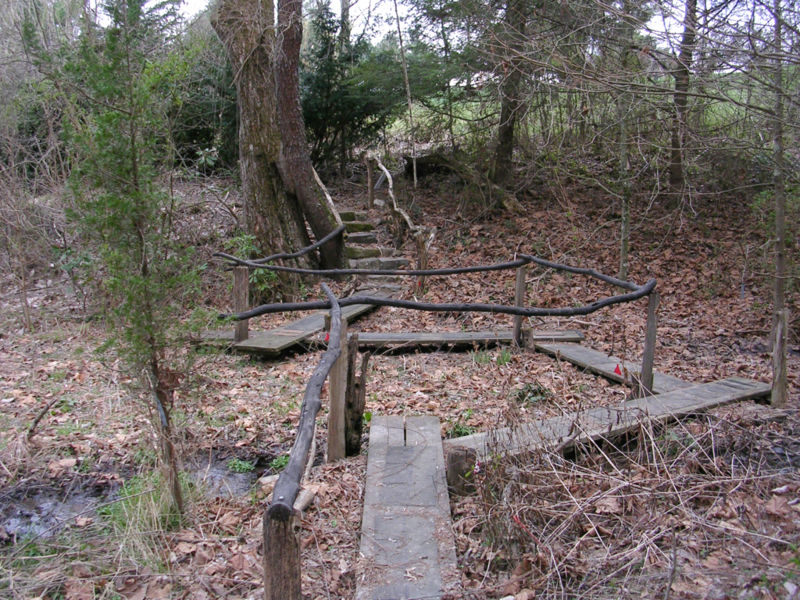
沼を横切るジグザグの橋、 シェナンドーバレーの ボクサーウッドガーデンで。

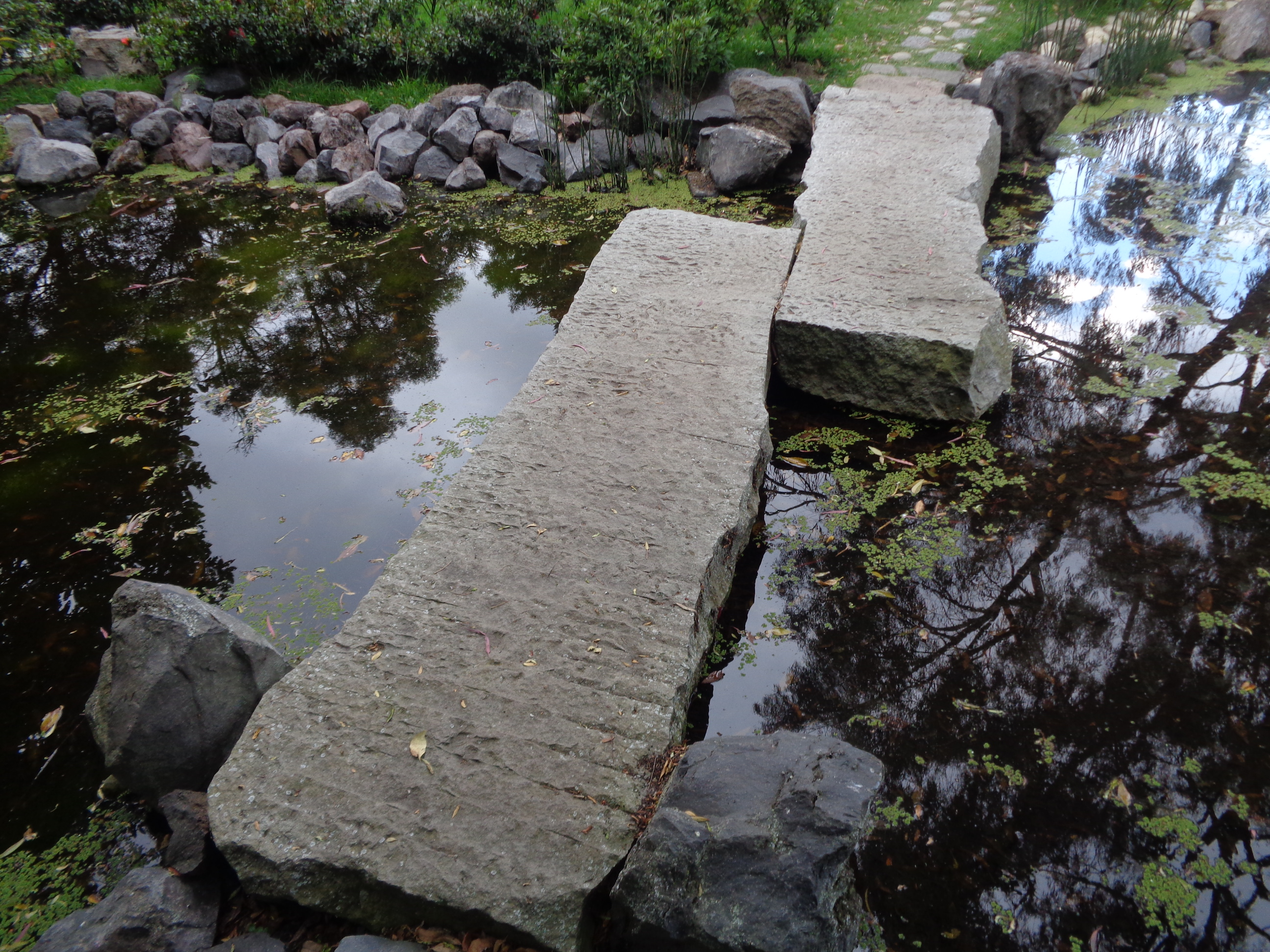
JardínBotánicoGardenにあるキトの小さな池にかかるジグザグの橋。

## 標準ブリッジとして
柱と厚板のバージョンは、泥底または湿地の交差部として使用する場合に利点があり、また構造的に安定しており、柔らかい泥の中を移動する柱のためにまっすぐな橋が傾く傾向があるため 通路の各セグメントは、しっかりと固定されることにより、ねじれや転倒から次の路を相互に支えている。これは、ジグザグのスプリットレールフェンスと同じ利点である。 

## バージニア・ジグザグブリッジ
バージニア州レキシントンのボクサーウッドガーデンの湿地渡り橋が、ジグザグの橋になっている。 